# Polen-Litauen
Polen-Litauen (auch Rzeczpospolita oder Königliche Republik sowie lateinisch Respublica Poloniae genannt) war ein von 1569 bis 1795 bestehender Staat in Mittel- und Osteuropa. Der föderale und feudale Ständestaat besaß Elemente einer Republik auf Basis einer parlamentarisch-konstitutionellen Monarchie und einen mehrheitlich von der Aristokratie in der Freien Wahl gewählten Herrscher an der Staatsspitze.
Da nach dem Aussterben der Jagiellonen-Dynastie eine Wahlmonarchie eingeführt worden war und das Ständeparlament, der Sejm, der im Wesentlichen die Interessen der Aristokratie vertrat, umfangreiche Kompetenzen erhalten hatte, wird oft auch von einer Adelsrepublik sowie, auf die polnischen Staaten nach 1918 bezugnehmend, der Ersten Polnischen Republik gesprochen.
Die beiden namensgebenden Länder, das Königreich Polen (polnisch meist einfach Korona bzw. die Krone genannt) und das Großfürstentum Litauen, wurden bereits 1386 in einer Personalunion zusammengeführt. Das Gebiet umfasste in seiner größten territorialen Ausdehnung um 1618 den größten Teil des Staatsgebietes des heutigen Polen, das heutige Litauen, Lettland und Belarus, große Teile der heutigen Ukraine sowie kleinere Teile des heutigen Russland, Estland, Rumänien und Moldawiens.
Polen-Litauen war ein Vielvölkerstaat, dessen heterogene Bevölkerungsethnien den unterschiedlichsten Glaubensbekenntnissen folgten. Katholische, protestantische, orthodoxe und armenische Christen sowie Juden und Muslime lebten hier mit- und nebeneinander und genossen trotz der Dominanz des katholischen Klerus eine politisch gestützte Religionsfreiheit.
Mit der Realunion von 1569 verschmolzen das Königreich Polen und das Großfürstentum Litauen sowie das Königliche Preußen und das Herzogtum Livland zu einem gemeinsamen Staatskörper. Auch die ländlichen Gebiete des Königlichen Preußen wurden von polnischen Starosten verwaltet, jedoch erhielten die Stadtrepubliken Danzig, Thorn und Elbing, aber auch das Fürstbistum Ermland ein großes Maß an weitgehender Autonomie. Andere Gebiete, wie das Herzogtum Preußen, das Herzogtum Kurland und Semgallen und zeitweilig auch die Donaufürstentümer der Moldau und der Walachei unterstanden Polen-Litauen nur als Lehen. Polen-Litauen verfügte außerdem bis 1772 über die Zipser Städte, die 1421 vom Königreich Ungarn an das Königreich Polen verpfändet worden waren.

## Name

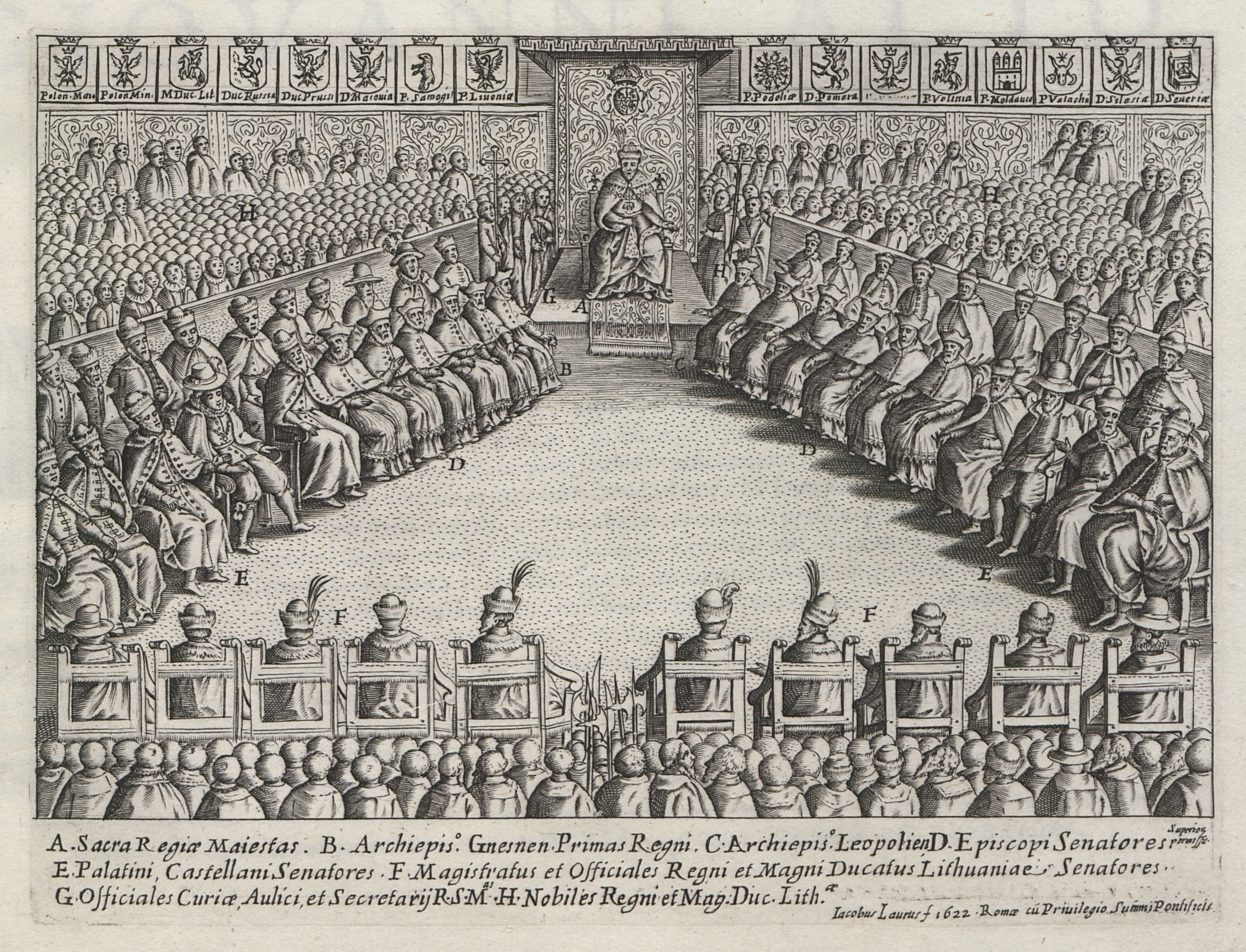
Polnisch-Litauischer Sejm 1622 zur Zeit von König Sigismund III. Wasa. Im Umkreis stehend (H): die Menge der anwesenden, stimmberechtigten Adeligen (der Deputiertensaal im Warschauer Königsschloss ist größer), innen sitzend: der Senat geistlicher und weltlicher Reichsräte und Würdenträger. Auf dem Thron (A): der König („Heilige Königliche Majestät“); rechts und links neben ihm stehend (G): Würdenträger der Kurie (des Sejms), Berater und Sekretäre des Königs; rechts und links am König sitzend (D): Bischöfliche Senatoren, darunter am nächsten zum König die beiden Erzbischöfe, links (B): der Primas-Erzbischof von Gnesen, rechts (C): der Erzbischof von Lemberg; entfernter vom König rechts und links (E): weltliche Palatine (Wojewoden) und Castellane (Burg-Starosten). Im Vordergrund (F): Regierungen und Würdenträger (unterteilt) des [Polnischen] Königreiches und des Großfürstentums Litauen.

Die offizielle polnische Eigenbezeichnung des Staates war Rzeczpospolita Korony Polskiej i Wielkiego Księstwa Litewskiego (deutsch wörtlich Gemeinwesen der Polnischen Krone und des Großfürstentums Litauen), amtlich abgekürzt Rzeczpospolita.
Weil auf Polnisch auch die polnischen Republiken seit der Wiederherstellung der polnischen Souveränität 1918 als Rzeczpospolita bezeichnet werden, lässt sich der Name des Gemeinwesens deutsch auch mit Republik der Polnischen Krone und des Großfürstentums Litauen wiedergeben, aufgrund der etymologischen Herkunft von polnisch rzeczpospolita aus lateinisch rēs pūblica. Die Verfassung Polen-Litauens wird als aristokratisch-republikanisch charakterisiert, weil der gesamte Adel, die sogenannte Szlachta, Mitte des 16. Jahrhunderts etwa 25.000 Geschlechter mit etwa 500.000 Angehörigen, etwa 7 % der Landesbevölkerung (manchmal noch durch das ethnische Konstrukt einer vorgeblichen sarmatischen Herkunft abgeschirmt) als „Staatsnation“ das Heeresaufgebot stellte, das Gerichtswesen bestimmte, den König wählte und seine Politik durch das Liberum Veto im Sejm auch korrigieren konnte. Im Laufe des 17. Jahrhunderts wandelte sie sich zu einer faktischen Dominanz, einer Oligarchie des Hochadels, der sogenannten Magnaten, die es sich leisten konnten, dauerhaft in eigenen Palais in der Hauptstadt Warschau zu residieren.
In historischen Quellen lateinischer Sprache findet sich als Name Respublica sive Status Regni Poloniae, Lituaniae, Prussiae, Livoniae… (deutsch: Republik oder Staat des Königreiches…, 1627) und Reges et Respublica Poloniae (deutsch: Könige und Republik Polens, 1677), aber auch Regnum Poloniae Magnusque Ducatus Lithuaniae (deutsch: Königreich Polen und Großfürstentum Litauen, 1729).
Im Warschauer Vertrag von 1773 zwischen Polen-Litauen und dem Königreich Preußen steht auf Französisch: Traité entre Sa Majesté le Roi de Prusse et Sa Majesté le Roi et la Republique de Pologne, conclu à Varsovie le 18. Sept. 1773, also verkürzt Republique de Pologne. Im Teilungstraktat zur Zweiten Teilung Polen-Litauens von 1793 steht, ebenfalls auf Französisch: S(erenissime). République de Pologne.
Im Englischen wird Rzeczpospolita oft mit dem Begriff Commonwealth übersetzt.
Möglicherweise erst im Nachhinein geprägte kürzere Bezeichnungen sind Republik beider Nationen oder Völker (polnisch Rzeczpospolita Obojga Narodów, litauisch Abiejų Tautų Respublika und ruthenisch Рѣчъ посполитая ѡбоига народовъ) und Republik Polen-Litauen.

## Geschichte

### Realunion von Lublin
Durch die Lubliner Union vom 12. August 1569 wurde die in der Union von Krewo 1385 entstandene Personalunion mangels Thronfolger von Polen und Litauen in eine Realunion umgewandelt. Der neue Staat wurde „Gemeinwesen beider Nationen“ genannt. Es war eine Wahlmonarchie mit gemeinsamer Währung, gemeinsamem Parlament (dem Sejm) und Monarchen. Beteiligt an der Wahl war die Aristokratie, die zeitweilig ungefähr 10 % der Bevölkerung ausmachte (deutlich mehr als in den meisten übrigen europäischen Staaten), sowie das Bürgertum der autonomen Stadtrepubliken. Der niedere polnische Adel wurde Szlachta genannt, der hohe die Magnaten. Aufgrund seiner aristokratischen Elemente (Wahlkönigtum mit starker Stellung des Adelsparlaments Sejm) wird dieser Staat auch als Adelsrepublik bezeichnet. Er existierte bis 1795. Der Sejm hatte schon vor der Reform von 1791 deutlich größere Befugnisse, beispielsweise in Sachen Außenpolitik, Jurisprudenz, Legislative, Armee oder auch Adelsprädikaten, als zu der Zeit das britische Parlament.
Jeder der beiden Reichsteile hatte jedoch ein eigenes Heer, mit jeweils einem Großhetman und einem Feldhetman an der Spitze. Auf dem Wahlsejm von 1697 wurde die Gleichstellung (coaequatio jurium) des litauischen mit dem polnischen Adel beschlossen. Dadurch wurden die Vorrechte des Großhetmans von Litauen beschnitten, der zuvor die großfürstliche Reichshälfte dominiert hatte. Zugleich wurde die ruthenische (altbelarussische) Kanzleisprache im Großfürstentum Litauen durch das Polnische ersetzt.

### Gewählte Könige
Die Könige nach Knüpfung der polnisch-litauischen Personalunion bis zur Union von Lublin waren außer Jogaila alle in Polen geboren und bis auf Sigismund den Alten sogar alle in der Königsstadt Krakau.
Bei der ersten Möglichkeit, frei einen König zu wählen, entschied sich der Sejm im Mai 1573 für einen Ausländer, den Kapetinger Heinrich von Valois aus Frankreich. Nur ein Jahr danach verließ dieser jedoch heimlich Polen, um nach dem nahenden Tod seines schwerkranken älteren Bruders Karl IX. König von Frankreich zu werden. Daraufhin wurde die mit 52 Jahren noch unverheiratete Anna Jagiellonica, Tochter des vorletzten Jagiellonen Sigismunds I. des Alten, zum König (nicht Königin) gewählt und ein männlicher Königskandidat mit der Bedingung gesucht, sie zu ehelichen.
Der Siebenbürger Ungar Stephan Báthory hatte für den Sejm den Vorteil, keiner der großen europäischen Dynastien verbunden zu sein. Zehn Jahre jünger als seine Frau Anna, starb er jedoch zehn Jahre vor ihr. Anna unterstützte daraufhin erfolgreich die Wahl ihres schwedischen Neffen Sigismund III. Wasa zum König und Großfürsten im Jahre 1587. Nach dessen Tod wählte der Sejm nacheinander zwei seiner in Krakau geborenen Söhne zum Staatsoberhaupt.

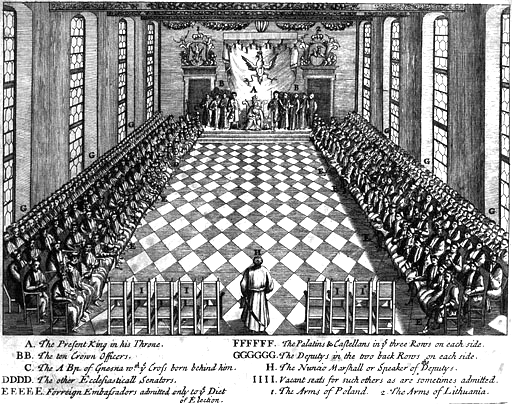
Das Sejm während der Krönung von August II. 1697. Deutlich weniger Abgeordnete als zu Beginn des Jahrhunderts nehmen noch teil, meist hochadlige Magnaten

Die nächsten beiden Könige entstammten einheimischen Adelsgeschlechtern, wenn auch aus Orten, die heute nicht mehr zu Polen gehören, 1669 Michael Korybut Wiśniowiecki und 1674 Johann III. Sobieski, der entscheidend in die Geschichte Europas eingriff, als die polnische Armee mit seinen Verbündeten 1683 das osmanische Heer in der Schlacht am Kahlenberg vor Wien schlug.
Mit dem sächsischen Kurfürsten Friedrich August I. von Sachsen wurde 1697 wieder ein Ausländer gewählt, der als August II. polnischer König wurde. Allerdings war das Kurfürstentum Sachsen schwächer als Polens fünf potente Nachbarn, Schweden, Russland, die Osmanen, das Habsburgerreich und das Königreich Preußen. Trotzdem wurde die polnische Politik nun stark von den Nachbarn und Frankreich beeinflusst, was in häufig wechselnden Königen zum Ausdruck kam: 1704 wurde August II. durch Stanislaus I. Leszczyński ersetzt, 1709 konnte August II. noch einmal die Macht erringen. Nach seinem Tod 1733 wurde von der einen Partei wieder Stanislaus I. zum polnischen König gewählt. Die andere Partei wählte August III., den Sohn August II., was zum Polnischen Thronfolgekrieg führte. Nach dem Tod August III. wurde 1764 mit Stanislaus II. August Poniatowski ein einheimischer Adeliger mit guten Beziehungen zum russischen Zarenhof zum, wie sich herausstellen sollte, letzten König und Großfürsten der polnisch-litauischen Republik gewählt.

### Blütezeit

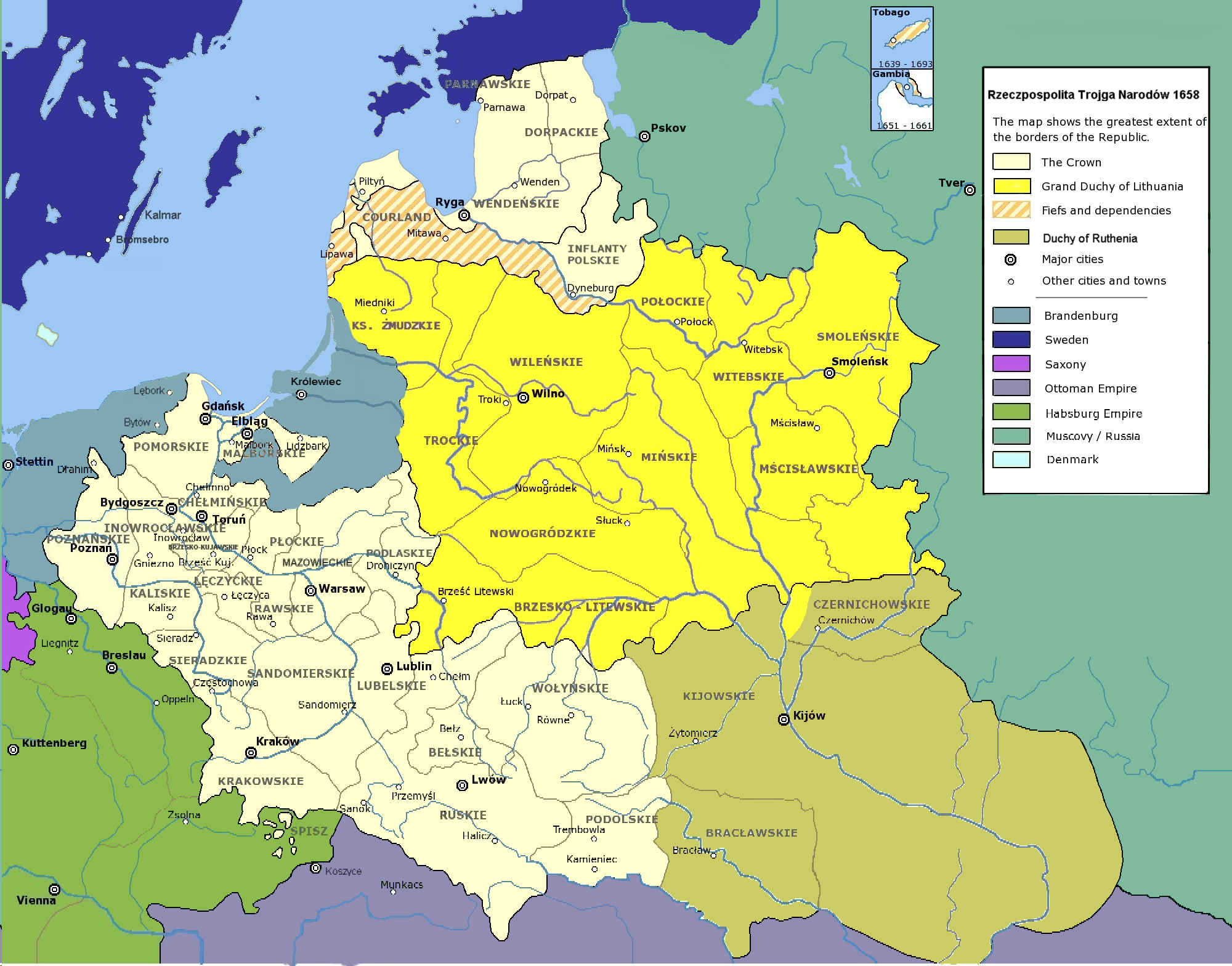
Gescheiterter Reformversuch 1658: Adelsrepublik Polen-Litauen-Ruthenien

Im frühen 17. Jahrhundert hielt sich Polen-Litauen aus dem Dreißigjährigen Krieg heraus und expandierte nach Osten, wobei im Polnisch-Russischen Krieg 1609–1618 der Kreml in Moskau (1610) und die Küste am Schwarzen Meer besetzt wurden.

### Der lange Niedergang
In der zweiten Hälfte des 17. Jahrhunderts schränkten die Folgen des Zweiten Nordischen Krieges, innere Querelen sowie die erstarkenden Nachbarn Russland und Brandenburg-Preußen die Macht der Rzeczpospolita zunehmend ein. Der Versuch, den Staat als dreieinige Adelsrepublik Polen-Litauen-Ruthenien zu reformieren, scheiterte 1658 am polnischen Widerstand. Im Vertrag von Andrussowo 1667 verlor die Republik Smolensk und Kiew an Russland. Seit 1697 fand sich die Adelsrepublik als Teil der Personalunion Sachsen-Polen wieder, die mit Unterbrechungen bis 1763 währte.
Durch den Großen Nordischen Krieg wurden weite Gebiete Polen-Litauens verwüstet, insbesondere im litauischen Teil. Dazu kam die „Große Pest“, die zwischen 1709 und 1713 viele Städte fast entvölkerte. Im am 3. November 1717 mit Russland geschlossenen Warschauer Pazifikationstraktat, dem der „Stumme Sejm“ am 1. Februar 1717 zustimmen musste, ließ sich Zar Peter I. das Recht einräumen, russische Truppen in Polen zu stationieren. Diese Bestimmung wurde 1720 dahingehend geändert, dass Russland Truppen entsenden und stationieren durfte, falls ein Drittstaat die freie Königswahl behinderte, eine Klausel, die Russland sehr weit auslegen konnte.
Zerrissen wurde die Einheit Polen-Litauens auch durch den konfessionellen Hass zwischen den dominierenden Katholiken und der protestantischen Minderheit, der sich unter anderem 1724 in den Thorner Tumulten und im Thorner Blutgericht entlud, durch den Polnischen Thronfolgekrieg von 1733 bis 1738, in dem sich litauische und polnische Magnaten auf unterschiedliche Seiten schlugen, und durch die Abfolge der gegen den König gerichteten Konföderationen, mit denen sich Adelsparteien bekämpften.
Im Laufe des 18. Jahrhunderts wurde die Rzeczpospolita durch das Liberum Veto zunehmend handlungs- und reformunfähig. Wacław Potocki bemerkte sarkastisch-trotzig: „Polen besteht durch Anarchie“ (polnisch: Nierządem Polska stoi). Viele derjenigen, die angesichts der wechselseitigen Blockaden (König gegen Adel, Adel gegen Adel, Polen gegen Litauer) eine Reform von Verfassung und Staatswesen anstrebten, jedoch erleben mussten, dass dies aus eigener Kraft nicht durchsetzbar war, wurden schließlich mehr oder weniger offen zu Anhängern Russlands, da sie glaubten, eine Änderung der Verhältnisse könne nur noch von außen erfolgen. Adam Stanislaus Grabowski, von 1741 bis 1766 Fürstbischof von Ermland, meinte auf dem Sejm von 1744, dass die Rzeczpospolita fortbestehen könne, solange die Nachbarstaaten Schweden, Russland, das Osmanische Reich, die Habsburgermonarchie und Preußen einander bekriegten, Polen sei „die ruhige Betrachterin der Missgeschicke der anderen“ (im lateinischen Original: alienae infelicitatibus tranquilla spectatrix). Andere Magnaten trösteten sich mit der Hoffnung, dass Polen infolge seines Machtverlustes keine Bedrohung für die umgebenden Staaten sei und diese deshalb ein Interesse daran haben müssten, dass der schwache Nachbar bestehen bleibe. – Eine Illusion, wie sich zeigte.

### Teilungen
Im Jahre 1772 wirkte Polen-Litauen, das sich über eine Fläche von 729.900 km² erstreckte und rund 12 Millionen Einwohner hatte, auf den ersten Blick noch wie eine Großmacht. Doch die innere Schwäche und Zerrissenheit der Rzeczpospolita ermöglichte den Nachbarn die Erste Teilung Polens. Als Konsequenz daraus und unter dem Eindruck der Unabhängigkeit der USA und der Französischen Revolution entstand die liberale Verfassung vom 3. Mai 1791. Sie hob die Föderation zwischen Polen und Litauen auf, mit dem Ziel einer vollständigen staatlichen Vereinheitlichung. Die verbliebenen Teile der aristokratisch-bürgerlichen Republik, nach der Ersten Teilung Polens 1772, wurden in einem Einheitsstaat zu Rzeczpospolita Polen vereint. Die absolutistisch regierten Nachbarmonarchien nahmen 1793 die Zweite Teilung Polens vor, und weitere zwei Jahre später die dritte und vollständige Aufteilung – nicht zuletzt wegen Ähnlichkeiten der reformierten polnisch-litauischen Verfassung mit derjenigen des revolutionären Frankreich. Polen-Litauen verschwand, wie schon manche andere einst souveräne Staaten, bis 1918 von den politischen Landkarten Europas. Das Gebiet Polen-Litauens wurde zwischen dem Königreich Preußen, der Habsburgermonarchie und dem Russischen Kaiserreich aufgeteilt.

## Administrative Einteilung

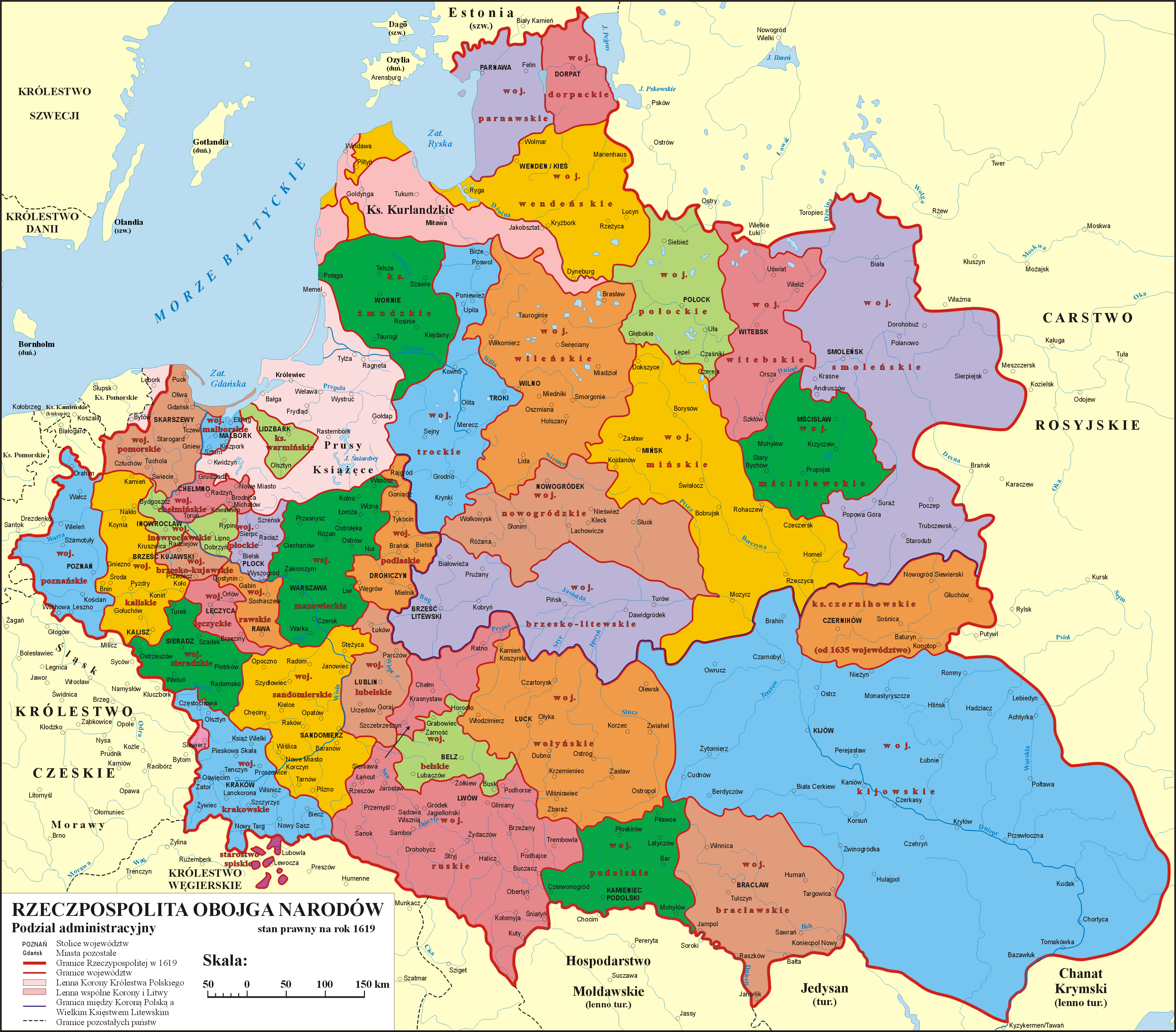
Die I. Rzeczpospolita in den Grenzen nach dem Vertrag von Deulino 1618 (administrative Aufteilung in Woiwodschaften)

Abgesehen von den königlichen Freistädten (Danzig, Thorn, Elbing und Riga) war Polen-Litauen in Woiwodschaften eingeteilt. Die Einteilung des Gebietes der Polnischen Krone in die Großprovinzen Großpolen und Kleinpolen hatte rein traditionelle Bedeutung. Einige Herrschaften waren einer Woiwodschaft rechtlich gleichgestellt, z. B. das Fürstbistum Ermland und das Herzogtum Samogitien.

## Religion und Bevölkerung
Die konfessionelle Vielfalt war einzigartig in Europa. Das Spektrum der in Polen-Litauen vertretenen Religionen umfasste den Katholizismus, dem die Mehrheit der Bewohner angehörte, den Protestantismus und die Orthodoxie sowie das Judentum (im Zeitraum 1500–1578 stieg die Anzahl der Juden von anfangs nur etwa 18.000 auf rund 100.000) und den Islam; in Litauen hielten sich auch noch Reste der vorchristlichen litauischen Mythologie.
Die Bevölkerung bestand neben den Polen und Litauern aus Deutschen, Letten, Esten, Ukrainern, Belarussen, Russen und Tataren. Das natürliche Bevölkerungswachstum erreichte im 16. Jahrhundert acht bis neun Prozent. Verursacht wurde dies durch die Entwicklung der Landwirtschaft und verbesserte Lebensbedingungen im 16. Jahrhundert, die zu einem Rückgang der Sterblichkeit führten. Auch die hygienischen Bedingungen und die medizinische Versorgung der Bevölkerung wurden verbessert.

## Wirtschaft
Grundlage des Reichtums des Landes war die Landwirtschaft mit dem Export von Getreide, Vieh und Forsterzeugnissen. Sieben bis zehn Prozent der gesamten Getreideproduktion Polens von etwa 1,5 Millionen Tonnen wurden exportiert, wobei die Niederlande mit 80 Prozent der Hauptabnehmer war. Der Getreidehandel sorgte dafür, dass die Außenhandelsbilanz der Republik zumeist positiv war. Darüber hinaus exportierte Polen Pottasche, Wolle, Textilien sowie Pelze und Ledererzeugnisse. Hieraus resultierte eine hohe Anfälligkeit bei Konjunkturschwankungen auf den europäischen Märkten.
Zu den eingeführten Waren zählten neben Tuch, Eisen und Stahl vor allem Metallerzeugnisse wie Sensen, Sicheln und Waffen. Im 16. Jahrhundert entstanden die ersten Manufakturen, die bis zu 40 Arbeiter beschäftigten.

## Rezeption
Polen-Litauen, aus polnischer Sicht als Erste Polnische Republik betrachtet, wurde in der Zwischenkriegszeit zur populärsten Epoche der Geschichtsbetrachtung in der polnischen Gesellschaft. Der Sarmatismus, die Idealvorstellung einer freien, demokratischen Adelsgesellschaft wurde vor allem im 19. Jahrhundert zum romantisierten Vorbild und konstituierenden Mythos des polnischen Nationalbewusstseins. Die Adelsrepublik des 16. Jahrhunderts wurde zum freiheitlichen Vorbild stilisiert, obwohl die gesamte erwachsene Bevölkerung gar nicht daran partizipieren konnte. Die politische Willensbildung konnte (theoretisch) dennoch bis zu 12 % der Bevölkerung umfassen (den gesamten Adelsstand), was sehr viel in einer Zeit und im Vergleich zu Ländern wie Frankreich, Preußen, Russland oder Österreich im Zeitalter des Absolutismus vom 17. Jahrhundert zum 18. Jahrhundert war, wo diese meist nur von einer Person ausging. Wichtig an der Legende, die sich in der Bevölkerung von dieser Zeit gebildet hat, ist die Tatsache, dass Polen in dieser Zeit wirklich unabhängig war. Die Ideale der Freiheit, die der Adel verkündete, passten aber schlecht zur Aufrechterhaltung der Leibeigenschaft. Für Thomas Carlyle etwa war die Adelsrepublik in seiner grausamen Ausdrucksweise nur „ein anmutig phosphoreszierender Moderhaufen“ und die Adeligen darauf „wimmelnde Parasiten“. Seiner Meinung nach waren die Teilungen Polens gerecht „da sie Platz für die überlegenen Imperien der Romanow zum Russischen Reich, der Habsburger zu Österreich-Ungarn und der Hohenzollern zum Königreich Preußen geschafft haben“.